# Zuppa toscana
Zuppa toscana est un terme général qui signifie littéralement « soupe toscane », mais en Italie elle est appelée minestra di pane, ce qui signifie « soupe au pain ». La zuppa toscana classique est normalement une soupe composée de chou frisé, de courgettes, de haricots cannellini, de pommes de terre, de céleri, de carottes, d'oignons, de pulpe de tomate, d'huile d'olive extra vierge, de sel, de piment en poudre, de pain toscan grillé et de rigatino (un lard italien).
L'oignon, les carottes et le céleri sont coupés en dés et mélangés à l'huile chaude et au sel. Les autres légumes sont ensuite ajoutés avec le piment et cuits pendant environ 15 minutes. De l'eau est additionnée et le mélange mijote pendant environ 30 minutes. La soupe est servie sur du pain toscan grillé, avec juste un petit filet d'huile d'olive extra vierge.
Une version nord-américaine, popularisée par Olive Garden et composée de saucisses italiennes, de poivrons rouges écrasés, d'oignons blancs coupés en dés, de bacon, de purée d'ail, de bouillon de poulet, de crème épaisse, de pommes de terre et de chou frisé est plus riche et plus calorique que l'originale.